# Contea di Wapello
La contea di Wapello (in inglese Wapello County) è una contea dello Stato dell'Iowa, negli Stati Uniti. La popolazione al censimento del 2000 era di 36 051 abitanti. Il capoluogo di contea è Ottumwa.